# Parasemia fulva
Parasemia fulva là một loài bướm đêm thuộc phân họ Arctiinae, họ Erebidae.